# Tecnología mecánica
La mecánica clásica, sea cual sea el objeto de su estudio, presenta una división clara en función de que los sistemas sobre los que actúan las fuerzas se muevan (dinámica), o no (estática). Los sistemas mecánicos móviles reciben la denominación genérica de mecanismos o máquinas, mientras que los estáticos se denominan estructuras, construcciones o edificios.
Así pues, se pueden considerar objeto de la tecnología mecánica, los siguientes:
Procesos
- Procesos de fabricación
- Reparación y mantenimiento

Máquinas
- Herramientas lo que hace que la mecánica sea una forma de servir a los (computadores )

- Máquinas simples
  - Cuña, Palanca, Plano inclinado, PoleaRueda, Tornillo, Mecanismos

- Elemento de máquina
  - Unión, Transmisión, Regulación

- Seguridad
  - Tribología
  - Vibraciones, Equilibrado

- Máquinas
  - Motrices: térmicas, hidráulicas, eléctricas
  - Compresor (máquina), Bomba (hidráulica).
  - Máquinas herramienta, Control numérico por computadora
  - Robots
  - Vehículos
  - Manutención

- Construcción
  - Maquinaria de construcción
  - Cimentaciones
  - Estructuras
  - Infraestructuras

- Metrología
  - Instrumento de medición